# Alexandr Bužek
Alexandr Bužek, né le 2 août 2004 à Zlín en Tchéquie, est un footballeur tchèque qui évolue au poste de milieu défensif au MFK Karviná, en prêt du Slavia Prague.

## Biographie

### En club
Né à Zlín en Tchéquie, Alexandr Bužek est formé par le club local du FC Zlín, qu'il rejoint en 2011.
Il joue son premier match en professionnel avec ce club, le 12 août 2023, lors d'une rencontre de championnat face au FC Slovan Liberec. Il entre en jeu à la place de David Tkáč et les deux équipes se neutralisent (1-1 score final). Le 4 novembre 2023, pour sa première titularisation en championnat, il marque son premier but en professionnel face au FK Pardubice. Il permet à son équipe de s'imposer en étant l'unique buteur de la partie,,.
Après la relégation du FC Zlín, Alexandr Bužek rejoint le SK Slavia Prague à l'été 2024. Le transfert est annoncé le 15 juin 2024 et il signe un contrat courant jusqu'en juin 2024,.
Avec le Slavia il fait ses débuts en en Ligue des champions, face au Royale Union saint-gilloise. Il est titularisé et son équipe l'emporte par trois buts à un.
Le 31 janvier 2025, Alexandr Bužek rejoint le MFK Karviná sous la forme d'un prêt jusqu'à la fin de la saison.
Le 3 juillet 2025, le prêt de Bužek au MFK Karviná est prolongé pour une saison supplémentaire.

### En sélection
Alexandr Bužek représente l'équipe de Tchéquie des moins de 20 ans, jouant au total quatre matchs avec cette sélection.